# Blarina hylophaga
Blarina hylophaga är en däggdjursart som beskrevs av Elliot 1899. Blarina hylophaga ingår i släktet Blarina, och familjen näbbmöss.

## Utssende
Arten blir 75 till 105 mm lång, har en 17 till 30 mm lång svans och väger 15 till 30 g. De flesta individerna är däremot små och väger inte mycket mer än 20 g. På ovansidan förekommer silvergrå till svart päls och undersidan är täckt av lite ljusare päls. En brun skugga i pälsen kan finnas. Liksom andra släktmedlemmar har arten en spetsig nos, små ögon, korta extremiteter och öron som är gömda i pälsen. Djuret är allmänt mindre än Blarina brevicauda och den skiljer sig från Blarina carolinensis i en avvikande tandkonstruktion. Flera körtlar skapar ett sekret med avskräckande lukt för möjliga fiender.

## Utbredning och ekologi
Denna näbbmus förekommer i centrala och södra USA från Nebraska och Iowa till Texas. Habitatet utgörs av olika slags skogar, av buskskogar och av gräsmarker med några träd eller buskar.
Individerna gräver tunnelsystem i jorden eller i lövskiktet. Blarina hylophaga äter främst ryggradslösa djur samt några små ryggradsdjur och växtdelar. Arten har giftig saliv som bedövar bytet. Honor kan para sig tre eller fler gångar per år. Fortplantningen sker mellan februari och oktober. Efter cirka tre veckors dräktighet föds 5 till 8 ungar. Livslängden går sällan upp till två år.
Blarina hylophaga kan vara aktiv på dagen och på natten. Den håller ingen vinterdvala. När honan inte är brunstig lever varje exemplar ensam. Näbbmusen jagas av ugglor, hökfåglar och ormar. Ibland dödas den av rovdjur (inklusive tamkatt) men kadavret lämnas vanligen kvar. Före ungarnas födelse bygger honan ett näste av växtdelar. Ungarna är vid födelsen nakna och hjälplösa. De syns efter 18 till 20 dagar för första gången utanför boet och kort efteråt slutar honan med digivning. Könsmognade infaller för honor efter ungefär 6 veckor och för hannar efter cirka 12 veckor.

## Underarter
Arten delas in i följande underarter:
- B. h. hylophaga
- B. h. plumbea

## Hot
För beståndet är inga hot kända. Hela populationen anses vara stabil. IUCN kategoriserar arten globalt som livskraftig.